# Melvin Mooney
Melvin Mooney (1893 — 1968) foi um físico e reologista estadunidense.
Desenvolveu o viscosímetro de Mooney e outros equipamentos utilizados na indústria da borracha. Propos a lei constitutiva do sólido de Mooney–Rivlin, descrevendo a relação tensão-deformação hiperelástica da borracha.
Foi o primeiro laureado com a Medalha Bingham da Sociedade de Reologia, em 1948.